# Шуцбах
Шуцбах (нем. Schutzbach) — община в Германии, в земле Рейнланд-Пфальц. 
Входит в состав района Альтенкирхен-Вестервальд. Подчиняется управлению Даден.  Население составляет 404 человека (на 31 декабря 2010 года). Занимает площадь 1,26 км².